# Tauriers
Tauriers är en kommun i departementet Ardèche i regionen Auvergne-Rhône-Alpes i sydöstra Frankrike. Kommunen ligger  i kantonen Largentière som ligger i arrondissementet Largentière. År 2022 hade Tauriers 203 invånare.

## Befolkningsutveckling
Antalet invånare i kommunen Tauriers
Referens: INSEE